# Ef: A Fairy Tale of the Two
Ef: A Fairy Tale of the Two es una novela visual japonesa de dos partes desarrolladas por Minori para PC. El primer juego de la serie, Ef: The first tale, fue lanzado el 22 de diciembre de 2006 y el segundo juego, Ef: The latter tale, salió el 30 de mayo de 2008.
El opening para el juego fue animada por Makoto Shinkai y Tenmon, quien ha trabajado como productor en muchas músicas, quien trabajó con Shinkai y Minori. Naru Nanao, diseñador de los personajes de D.C. ~Da Capo~, trabajó con el diseño de los personajes femeninos, mientras que el diseño de personaje masculino fue de Galore C 2.
Antes del lanzamiento de Ef: The first tale, un manga basado en la historia general fue publicado entre 2005 y 2015 en la revista Dengeki Comic Gao y más adelante en Dengeki Daioh. Luego, una novela ligera de la editorial Kadokawa Shoten fue publicada en la revista Comptiq en julio de 2006 a julio de 2008. En el 2007, salió una adaptación al anime titulada Ef: A Tale of Memories, emitida en octubre y diciembre de 2007, y en el 2008 una segunda temporada titulada Ef: A Tale of Melodies, se emitió en el mismo mes que su primera temporada y también finalizada en diciembre de 2008, ambas temporadas cuentan con doce episodios y animadas por el estudio de animación japonés SHAFT. Sentai Filmworks había licenciado el anime para su transmisión y doblaje en inglés en los Estados Unidos.

## Argumento
La primera temporada habla de Hiro Hirono, un pobre estudiante de instituto que pasa su tiempo dibujando manga hasta altas horas de la madrugada. En Nochebuena conoce a Miyako Miyamura, una chica con un gran secreto, y empiezan a tener una relación muy especial, pero luego Miyako se da cuenta de que no es la única persona especial para Hiro, porque después conoce a Kei Shindō (amiga de la infancia de Hiro) que también está enamorada de Hiro. En la segunda historia también tenemos a Renji Asou, un estudiante indeciso de la profesión que ocupara en el futuro, en una tarde Renji conoce a Chihiro Shindō, la hermana gemela de Kei, en una abandonada estación de tren y empiezan a tener una relación amistosa llegando a convertirla en una relación amorosa. En la Segunda temporada, narra sobre la vida de Yū Himura y su relación con Yuuko Amamiya, también la de Kuze Shuichi y su relación amorosa con Mizuki Hayama, la prima de Renji.

## Personajes
Hiro Hirono (ヒロ広野?)
Voz por: Hiro Shimono, Greg Ayres (inglés)
Es un mangaka adolescente acostumbrado a dibujar manga Shoujo a pesar de que todavía esta en tercer año de secundaria. Debido al trabajo que se dedica, falta frecuentemente a clases y le pone mayor tiempo y dedicación al manga. El motivo por el que centra en este trabajo, es con el fin de obtener ingresos ya que no tiene mucho dinero. En Nochebuena, de regreso a su departamento conoce a Miyako Miyamura.
Miyako Miyamura (宮村みやこ?)
Voz por: Hiroko Taguchi, Luci Christian (inglés)
Una extraña chica que al igual que Hiro falta o se evade de las clases. Conoció casualmente a Hiro, mientras corría detrás de un ladrón que robo su bolso y pide prestado su bicicleta a Hiro, pero termina destruyéndola y luego se queda con Hiro durante toda la noche. Después se reúnen más tarde en la azotea de la escuela y le dice que está en el mismo año que el. Miyako tiene una personalidad enérgica y a menudo es muy ociosa. Poco a poco comienza a sentir atracción por Hiro llegando a confesar sus sentimientos por él.
Kei Shindō (新藤景?)
Voz por: Junko Okada, Brittney Karbowski (inglés)
Es la hermana gemela mayor de Chihiro. Es atlética y algo firme, se siente culpable por el accidente que le paso a su hermana, ya que perdió su ojo izquierdo. Es amiga de la infancia de Hiro y está enamorada de él, pero no es capaz de confesarle sus sentimientos y muy sobreprotectora. Cuando se entera de que Hiro y Miyako están juntos, ella quiere intentar separar a Miyako de Hiro, porque tiene miedo de que por culpa de ella, Hiro tenga un mal futuro. Pero las cosas cambian porque Hiro prefiere más a Miyako que a Kei.
Kyosuke Tsutsumi (堤京介?)
Voz por: Yūki Tai, Chris Patton (inglés)
Es amigo de Hiro, están en el mismo colegio y en el mismo salón. Su pasión es el cine, por eso siempre lleva una cámara de video digital con él. En Nochebuena, vio a Kei corriendo por la calle, tratando de filmarla para la película del club de cine de su colegio, pero un camión pasó y no pudo filmar ninguna parte de ella. Al final el decide dejar el club, pero nunca abandona su pasión por el cine y se enamora de Kei. 
Renji Asō (麻生 蓮治?)
Voz por: Motoki Takagi, Clint Bickham (inglés)
Es un chico que todavía no decide sus planes en el futuro y por eso está muy preocupado. Le gusta las historias de ficción y fantasía. En una tarde saliendo del colegio conoció en una vieja estación de tren a Chihiro, la hermana gemela menor de Kei. Los dos empiezan a relacionarse y a estar juntos, el problema es que Chihiro casi nunca recuerda los momentos que vivió con Renji.
Chihiro Shindō (新藤千尋?)
Voz por: Natsumi Yanase, Monica Rial (inglés)
Es la hermana gemela menor de Kei. Es inocente y tímida, a pesar de eso, Renji la ve todos los días en la estación de tren. Chihiro tiene amnesia anterograda, enfermedad que fue causada por su accidente por la cual solo puede recordar 13 horas a la vez. Tiene un diario donde escribe todo sus acontecimientos de ese mismo día para no olvidarse y poder recordar lo que pasó el día anterior. Su sueño es escribir una novela de fantasía, pero por su condición no es capaz de hacerlo. Así que con ayuda de Renji hace realidad su sueño. Poco a poco se empiezan a enamorar y Chihiro logra recuperar la memoria.
Emi Izumi (エミ泉?)
Voz por: Kaori Nobiki, Alison Sumrall (inglés)
Es la presidenta del club de cine, era la novia de Kyousuke, pero el termina con ella y a la vez se retira del club. Pero siguen siendo amigos a pesar de estar separados.
Mizuki Hayama (ミズキ?)
Voz por: Mai Gotō, Hilary Haag (inglés)
Mizuki es la prima de Renji y estudia en una escuela afiliada. Cuando era niña ella quedó huérfana y se iba a la iglesia de la ciudad, ya que en el orfanato no la trataban muy bien, una noche fue encontrada por Yūko y empezaron una amistad para que Mizuki no se sintiera sola. Admira mucho a Kei por el dominio de baloncesto y los mangas Shoujo de Hiro. Es muy alegre y sincera con los demás. Está enamorada de Kuze, pero ella descubre que esta delicado del corazón y el le pide que terminen con su relación amorosa, pero ella no quiere terminar con él. Un día le pide que suba a la azotea del colegio porque le está esperando allí para poder confesarle sus sentimientos por él.
Yū Himura (火村夕?)
Voz por: Kōichi Tōchika, David Matranga (inglés)
Es el protector de Chihiro y fue compañero y amigo de Yūko, Kuze y Nagi (la hermana de Hiro). De niño perdió a su hermana menor en un incendio que fue provocado por el terremoto de Otowa, luego fue llevado a un orfanato donde conoce por primera vez conoce a Yūko y ella se vuelve su amiga y lo llama Onii-chan (hermano en japonés) pero él no la quiere, sin embargo Yūko vuelve a encontrarse con Yū cuando ya son adolescentes y estudian en el mismo colegio de la ciudad. Luego se entera de que Yūko es maltratada sexualmente por su hermano mayor quien fue el que la adoptó. Yū y Yūko escapan de Australia para irse a Japón, pero el hermano de Yūko los sigue para llevarla de vuelta a Otowa. Cuando Yū va a rescatarla se propaga un incendio en la casa del hermano de Yūko y solo ella y Yū pudieron sobrevivir y Yū se dedicó a protegerla y amarla,  pero no fue así porque en el mes de diciembre en vísperas de Navidad Yūko muere atropellada por un tráiler lo que dejó una gran herida en Yū. Es un hombre muy solitario y deprimido que se queda todas las noches en la iglesia esperando a Yūko para volver a verla. Al final de la segunda temporada después de varios años, Yū le confiesa sus sentimientos que le tenía a Yūko cuando aún estaba viva, también Yūko le confiesa su amor que tenía hacia él y luego ella se despide de Yū para retornar al cielo.
Shūichi Kuze (久瀬 修一?)
Voz por: Kenji Hamada, Illich Guardiola (inglés)
Shūichi es un famoso violinista mundial por muchos conciertos que ha realizado. Era compañero de Yū y Yūko cuando estaban en el colegio y siempre se dedicaba a tocar su violín fuera de clase. Es vecino y amigo de Renji, esta delicado del corazón y evita que Mizuki se le acerque.
Yūko Amamiya (雨宮 優子?)
Voz por: Yumiko Nakajima, Carli Mosier (inglés)
Es el espíritu que ayudó a los seis adolescentes (Renji, Chihiro, Miyako, Hiro, Kei y Tsutsumi) con sus problemas psicológicos. Es una extraña y hermosa chica que fue compañera y amiga desde la infanica de Yū en la secundaria. De niña siempre le gustaba seguirlo y lo veía como su hermano, un día fue adoptada por Akira Amamiya y no volvió a ver a Yū desde entonces. Cuando ingreso a la secundaria volvieron a reencontrarse, luego se entera de que su hermano mayor trabaja como profesor de Arte en su escuela. El hermano de Yūko era todo lo contrario hacia ella, sufría maltratos sexuales y físicos de parte de él, Yūko cuando estaba triste se cortaba las manos con una daga. Al final Yūko vive protegida por Yū y a la vez amada por él, pero esos momentos de amor no duraron mucho, en vísperas de Navidad cuando ella lo esperaba en la iglesia de la ciudad, muere atropellada por un tráiler que pasaba por ahí. Luego en el último episodio de la segunda temporada los dos vuelven a reencontrarse y ella le confiesa su amor que sintió por él, luego Yū le da el regalo que le iba a dar el día en murió y ella por fin retorna al paraíso.

## Adaptaciones

### Manga
- Datos: Q285449